# Syrische Kommunistische Partei (Vereint)
Die Syrische Kommunistische Partei (vereint) (französisch Parti communiste syrien – unifié, arabisch الحزب الشيوعي السوري – الموحد, DMG al-Ḥizb aš-Šuyūʿī as-Sūrī – al-muwaḥḥad), kurz auch als Syrische Kommunistische Partei bekannt, war eine politische Partei in Syrien.
Die Partei entwickelte sich aus der Spaltung innerhalb der Syrischen Kommunistischen Partei 1986 und wurde durch die Pro-Perestroika-Faktion unter Yusuf Faisal gegründet (die Anti-Perestroika-Faktion war die Kommunistische Partei von Chalid Bakdasch). Zum Zeitpunkt des Damaszener Frühlings im Jahre 2000 war es der Partei erlaubt, eine Zeitung namens an-Nour ('das Licht') herauszugeben.
Der elfte Parteikongress, der im März 2011 abgehalten wurde, wählte Hanin Nimir als Ersten Sekretär der Partei wieder. Bei der Parlamentswahl in Syrien 2007 konnte die Partei 3 Sitze gewinnen. Bei den Wahlen 2012 erhielt die Partei erneut 3 Sitze. Die Partei war Koalitionspartner der Baath-Partei in der Nationalen Fortschrittsfront. 2016 konnte sie bei den Parlamentswahlen nur noch 1 Sitz gewinnen. Bei den Wahlen im Jahr 2020 wurde ebenfalls 1 Sitz gesichert. In ihrer letzten Wahl, vor dem Verbot, zu welcher die Syrische Kommunistische Partei 2024 bei den Parlamentswahlen antrat, erhielt sie 2 Sitze.  
Nach dem Sturz des Baath-Regimes und der Amtseinführung Ahmed al Scharaas in das Amt des Präsidenten am 29. Januar 2025 wurde die vereinte Kommunistische Partei, welche das alte Regime unter al-Assad unterstützt hatte, verboten.